# Fenix (museum)
Fenix is een museum in de Rotterdamse wijk Katendrecht. Het richt zich op het thema migratie en toont hoe mensen wereldwijd in beweging zijn, zowel historisch als in het heden. Koningin Máxima opende het museum op 15 mei 2025. 

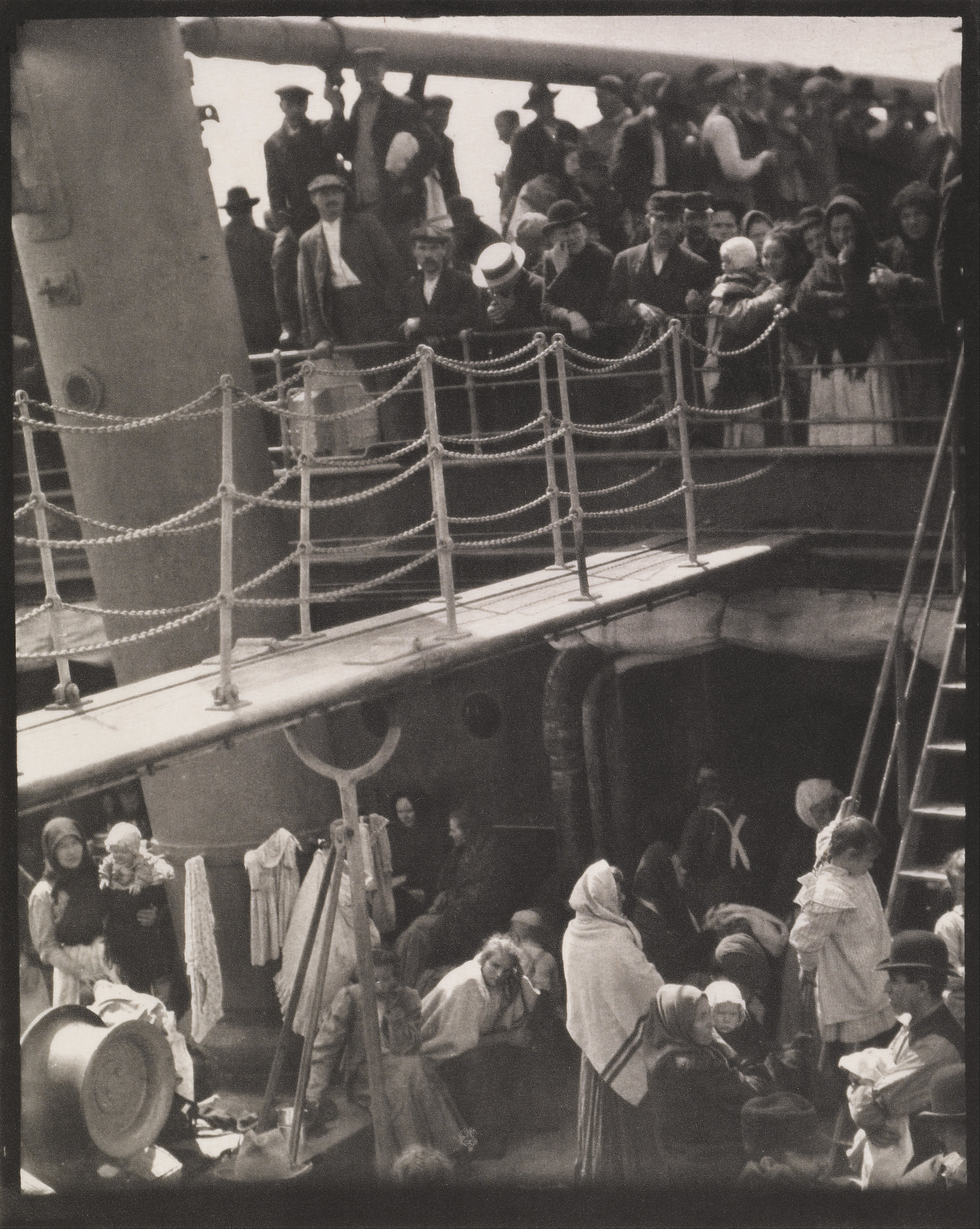
The Steerage van Alfred Stieglitz uit 1907, onderdeel van de collectie van het museum.

## Verhaal
Het museum beslaat zo'n 15.000 vierkante meter, vertoont een permanente expositie en heeft een ruimte voor tijdelijke tentoonstellingen op de begane grond. De aanleiding van het initiatief tot oprichting van het museum is het vertellen van verhalen omtrent migratie. Vanaf de Wilhelmlnakade langs de rivier, aan de overkant van de Rijnhaven, vertrokken vanaf 1891 decennia lang landverhuizers naar onder meer Amerika. Zij maakten met de Holland-Amerika Lijn de oversteek over de Atlantische Oceaan. De bestemming was voornamelijk Ellis Island in New York, dat voor immigranten de toegangspoort tot de Nieuwe Wereld was.

## Collectie

### Grote objecten
De collectie symboliseert een universeel verhaal over emigratie en vrijheid, dat breder is dan alleen over de landverhuizers die vanaf de locatie de oversteek maakten. In de permanente tentoonstelling op de eerste etage zijn grote objecten te zien die te maken hebben met het thema, zoals een stuk van de Berlijnse Muur en The Bus van popartkunstenaar Red Grooms. Op de begane grond is een ruimte met een doolhof van oude reiskoffers. Deze koffers zijn gedoneerd door geïnteresseerden tijdens de totstandkoming van het museum.

### Tornado
Een opvallend element van Fenix is de Tornado, een dubbel gedraaide trap ontworpen door MAD Architects. Deze trap, met een totale lengte van 550 meter, bevindt zich in het hart van het gebouw en leidt naar een panoramadek boven de loods. De Tornado bestaat uit 297 roestvrijstalen panelen en is aan de binnenzijde bekleed met 12.500 unieke houten planken. Een deel van de constructie wordt overdekt door een glazen dak.
Architect Ma Yansong van MAD Architects, ontwierp de Tornado als meer dan een functionele trap. Het sculpturaal gebaar staat symbool voor beweging, migratie en transformatie. Dit zijn kernbegrippen in het verhaal van FENIX. "It's all about movement," zei Yansong toen hij begon aan de schets van de Tornado. De 30 meter hoge spiraalvorm nodigt bezoekers uit om hun eigen weg te kiezen naar boven.

### Foto's en schilderijen
Naast grote objecten zijn er ook foto's en schilderijen te zien. Conservatoren hebben onder andere de foto The Steerage van Alfred Stieglitz aangekocht en een eigentijdse versie ontwikkeld van het fotoproject The Family of Man met foto's van vluchtelingen over de hele wereld. In het museum zijn foto's te zien van onder meer Rineke Dijkstra, Lewis Hine, Ata Kandó, Éva Besnyő en Dorothea Lange.
Daarnaast worden twee schilderijen van Jan Adriaensz. van Staveren uit 1640 tentoongesteld. De schilderijen zijn uniek omdat er twee vrije zwarte Afrikanen op worden afgebeeld. In 2025 maakte het museum bekend een 16e-eeuws schilderij van Hans Holbein de Jonge te hebben aangekocht, op het schilderij van slechts 18 bij 14 centimeter is Desiderius Erasmus te zien.
Het schilderij Man in Wainscott (1969) van Willem de Kooning is permanent te zien in het museum. Het werk is geplaatst in een speciaal ontworpen daglichtvitrine, waardoor het optimaal tot zijn recht komt. De Kooning, geboren in Rotterdam, vertrok in 1926 als verstekeling naar New York en groeide uit tot een van de belangrijkste vertegenwoordigers van het abstract expressionisme. Zijn migratieverhaal weerspiegelt de thematiek van het museum en voegt een persoonlijke dimensie toe aan de collectie.

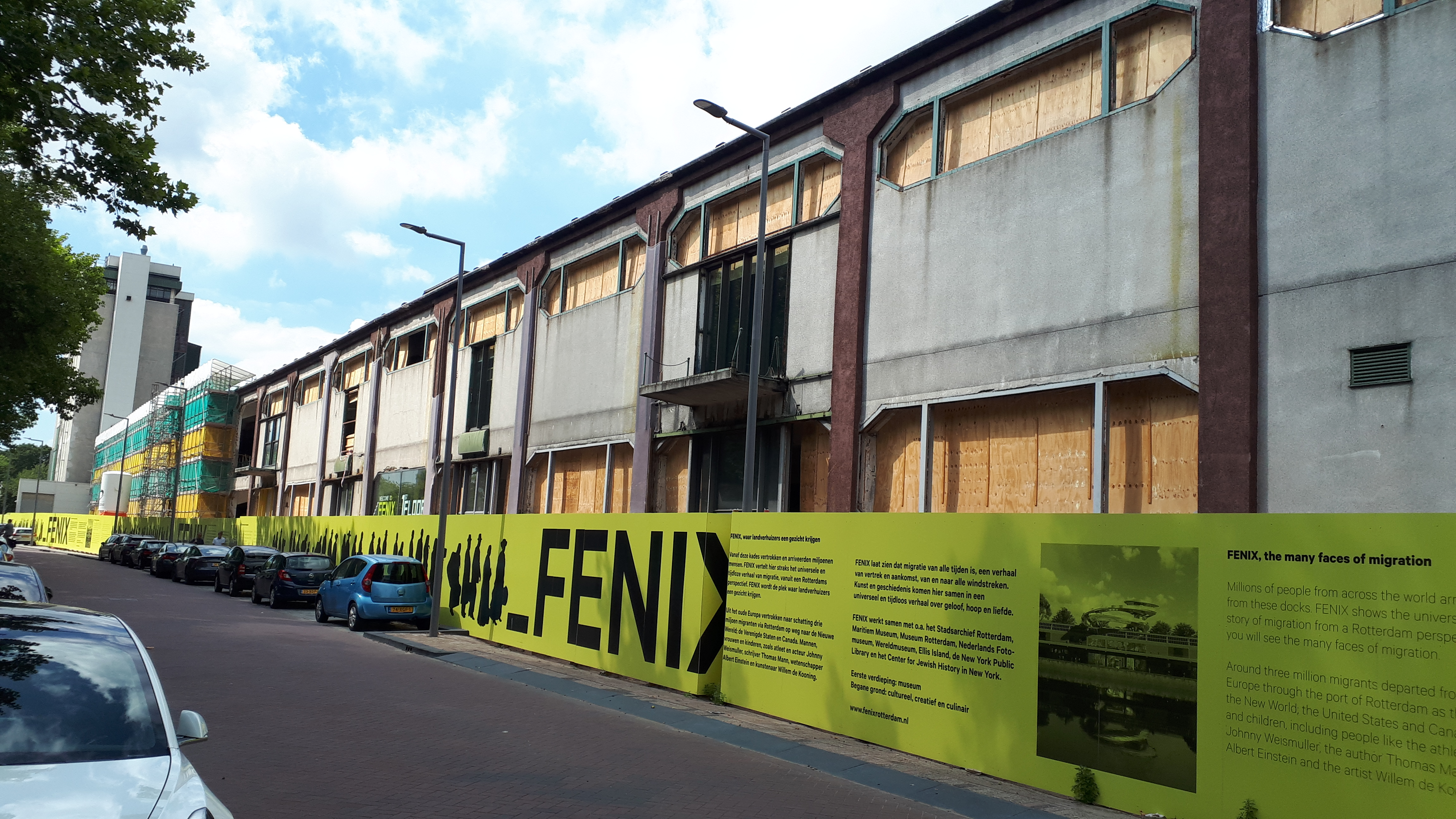
Het gebouw in aanbouw in 2020.

## Gebouw

### San Franciscoloods
Voordat de Fenixloodsen begin jaren 50 van de 20e eeuw werden gescheiden heette het complex de San Franciscoloods. Met een lengte van 360 meter was de loods daarmee de grootste ter wereld. De San Franciscoloods diende om de spullen van de landverhuizers op te slaan voor verscheping.
Door bombardementen van de Duitse bezettingsmacht en een grote brand begin jaren 50 werd het pand beschadigd. Door de brand is het middendeel ingestort en vervolgens is het gebouw herbouwd als twee gescheiden loodsen: Fenix I en Fenix II. De namen verwijzen naar de mythische vogel die uit de as herboren wordt. In de jaren daarna werden de loodsen gebruikt door het overslagbedrijf C. Steinweg Handelsveem.

### Herontwikkeling tot museum
Vanaf 2015 zijn de loodsen omgebouwd, uitgebreid en ingedeeld voor de vestiging van woningen en bedrijvigheid. Fenix I is omgebouwd tot appartementencomplex en Fenix II heeft in die periode onder andere een populaire markthal gehuisvest. In 2020 maakte de horeca en andere bedrijven in Fenix II plaats voor de ontwikkeling van het museum. De meeste horeca initiatieven vonden onderdak in Fenix I en het nabijgelegen Deliplein. 

### Faciliteiten
Naast de kunstcollectie op de eerste etage en de Tornado die leidt naar het uitkijkplatform, zijn er verschillende horecagelegenheden in het gebouw: een museumcafé, bakkerij, espressobar met uitzicht op de Maas en een Italiaanse ijssalon. Op de begane grond van het museum zit een overdekt stadsplein van 2000 vierkante meter, hier wordt een programma georganiseerd in samenwerking met de buurt.

## Realisatie

### Droom en Daad
Fenix is een initiatief van Stichting Droom en Daad. De directeur van de stichting en daarmee mede-initiatiefnemer van het museum is Wim Pijbes. Het geld van de filantropische stichting Droom en Daad is afkomstig van de Familie Van der Vorm. Deze ondernemersfamilie vergaarde hun vermogen met de Holland Amerika Lijn, de rederij die de oversteek verzorgde voor de landverhuizers.

### Architecten
Het ontwerp voor het museum is gemaakt door Bureau Polderman. Het uitkijkplatform op het dak van het gebouw is ontworpen door het Chinese architectenbureau MAD Architects, op basis van een schets van Ma Yansong. De keuze voor een Chinese architect is een verwijzing naar het feit dat de wijk Katendrecht, waar het museum is gevestigd, een van de oudste Chinatowns van Europa was.